# Lee Young Guk
Lee Young Guk är en nordkoreansk människorättsaktivist, som från slutet av 70-talet till 1988 arbetade som Kim Jong-ils livvakt. Han bor sedan maj 2000 Seoul, och åker runt i världen och berättar om sin historia. Han arbetar för att uppmärksamma människorättsbrotten i Nordkorea och för att få Kim Jong-un ställd framför internationella brottmålsdomstolen.
Då Lee Young Guk började arbeta som Kim Jong-ils livvakt ansåg han Kim vara en fantastisk person. Dock ändrades hans åsikt snabbt. Enligt honom använde Kim vulgärt språk, och var inte sådan han förväntat sig.
Det var inte alls ovanligt att Kim samtalade med sina vakter. Vakterna kämpade om Kims popularitet. Levnadsförhållandena för vakterna var, med nordkoreansk standard, goda; de behövde inte svälta. Vakterna levde dock i skräck; ett litet misstag kunde få ödesdigra konsekvenser för ens hela familj. Om någon skrattade åt Kim eller talade om honom bakom ryggen kunde Kim ge order om att låta dem 'försvinna'.
Hans arbete som livvakt slutade 1988. Hans kusin hade blivit Kim Jong-ils personliga chaufför, och det var inte tillåtet för två släktingar att samtidigt vara i Kim-familjens direkta tjänst. Han var utanför Pyongyang och hade kontakt med sin familj för första gången på över ett decennium. Han chockerades av fattigdomen han såg, och blev för första gången skeptisk över regimen.
Lee Young Guk fortsatte arbeta för regimen. Han njöt fortfarande av vissa privilegier, och lyckades få ett visum till Kina. Därifrån skulle han åka vidare till Sydkorea, men han blev förrådd av en man som lovat hjälpa honom. Han skickades till interneringslägret Yodok, där han var i fyra år och sju månader. Han åt möss och ormar för att överleva. Varannan vecka valdes ett antal fångar som avrättades. De andra fångarna måste se på det från ett avstånd på ungefär tio meter.
Efter att han släpptes försökte man arrestera honom på nytt. Trots att han hade handbojor lyckades han fly över gränsen till Kina.